# Louis Billot

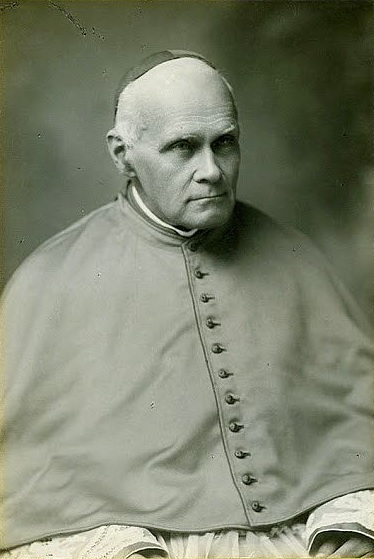
Louis Kardinal Billot SJ (1927)

Kardinalswappen von Louis Billot

Louis Billot SJ (* 12. Januar 1846 in Sierck-les-Bains, Frankreich; † 18. Dezember 1931 in Ariccia, Italien) war ein französischer Ordenspriester und Theologe. 1911 wurde er zum Kardinal erhoben, sein Verzicht auf die Kardinalswürde im Jahre 1927 blieb der einzige im 20. Jahrhundert.

## Leben
Louis Billot studierte an den Priesterseminaren in Metz, Bordeaux und Blois. Am 22. Mai 1869 empfing er die Priesterweihe und trat am 25. November desselben Jahres in Angers dem Jesuitenorden bei. Von 1875 bis 1878 war er in Paris, bis 1879 in Laval in der Pastoral tätig.

### Akademische Laufbahn
An der Katholischen Universität von Angers, später als Katholische Hochschule des Westens in Angers bekannt, dozierte er von 1879 bis 1882, am 2. Februar 1883 legte er während seines Scholastikates auf der Insel Jersey seine Profess ab. 1885 wurde Billot zum Professor der dogmatischen Theologie am Collegio Romano in Rom berufen. Zusätzlich wurde er am 19. Juni 1909 zum Konsultor des Heiligen Offiziums ernannt.
Als leidenschaftlicher Anhänger des Scholastizismus des Thomas von Aquin wurde Billot zu einem der führenden Gestalter der metaphysischen und spekulativen Theologie. Sein Einfluss auf die katholische Theologie ist unter anderem durch seine zahlreichen Publikationen sowie seinen großen Schülerkreis kaum zu überschätzen. Entgegen anderslautender Vermutungen war Billot aber nicht am Entstehen der Enzyklika Pascendi Dominici Gregis von Papst Pius X. beteiligt. Hingegen spielte er eine zentrale Rolle bei der Indizierung von Alfred Loisy. Er wird häufig als enger Freund von Henri Le Floch (1862–1950), Rektor des Französischen Seminares in Rom genannt.

### Kardinalat
Pius X. kreierte Pater Billot im Konsistorium vom 27. November 1911 zum Kardinal und ernannte ihn kurz darauf zum Kardinaldiakon mit der Titeldiakonie Santa Maria in Via Lata. Kardinal Billot nahm nach Pius’ Tod am Konklave 1914 und am Konklave 1922 teil. Er war einer der drei Kardinalspräsidenten der Päpstlichen Universität Heiliger Thomas von Aquin (Angelicum) in Rom, gemeinsam mit Benedetto Lorenzelli und Michele Lega; wahrscheinlich aufgrund dieser Tätigkeit wurde er am 6. Februar 1923 in die Päpstliche Bibelkommission berufen.
Billots Unterstützung der extremistischen Action Française-Bewegung begründete möglicherweise erste Spannungen zwischen ihm und dem Heiligen Stuhl. Nachdem Papst Pius XI. seine Verurteilung dieser Bewegung kundtat, da er wohl der Meinung war, diese Bewegung würde den Katholizismus für ihre eigenen politischen Belange nutzen, äußerte Billot sein Unverständnis hierüber, da die politischen Aktivitäten monarchistischer Katholiken nicht von Rom „zensiert“ werden dürften. Nach einer hitzig geführten Unterredung mit Papst Pius XI. ersuchte er am 13. September 1927 um seinen Rücktritt, welchen der Papst am 21. September annahm. Billots Ersuchen wurde dem Kardinalskollegium erst im folgenden Konsistorium am 19. Dezember eröffnet. Er ist der einzige Kardinal des 20. Jahrhunderts, der sein Kardinalat niederlegte.
Billot starb im Alter von 85 Jahren als einfacher Priester im jesuitischen Noviziat in Galloro nahe Ariccia. Sein Grab befindet sich auf dem römischen Friedhof Campo di Verano. Das Erbe seiner thomistisch geprägten Theologie reicht bis in die heutige Zeit hinein.